# Karèn Asrian
Karèn Asrian (en armeni Կարեն Ասրյան) (24 d'abril de 1980 – Yerevan 9 de juny de 2008) fou un Gran Mestre d'escacs armeni.
A la llista d'Elo de la FIDE de gener de 2008, el seu Elo era de 2635 punts, cosa que el situava com a quart millor jugador armeni, rere Levon Aronian, Vladímir Akopian i Gabriel Sargissian. El seu màxim Elo (i la posició més elevada al rànquing mundial) l'obtingué el gener de 2006, quan tenia 25 anys, amb 2646 punts i la 62a posició mundial.

## Resultats destacats en competició
El 1996 va empatar als llocs 1r-6è (i fou segon per desempat) al Campionat del món Sub-16 a Cala Galdana (el campió fou Alik Gershon).
Asrian va guanyar 3 cops el Campionat d'escacs d'Armènia, el 1999, el 2007, i el 2008. Guanyà també l'Torneig de Dubai 2001, i la primera edició del Torneig de Karabakh, (Memorial Tigran Petrossian de 2004), jugat a Stepanakert (Nagorno-Karabakh), en honor del llegendari campió del món en el 75è aniversari del seu naixement. El 2004 fou tercer al Memorial Tigran Petrossian a Yerevan, rere Pàvel Smirnov i Vasil Ivantxuk, però per davant d'un fort grup de jugadors. El 2005 participà novament al fort Torneig A de Nagorno-Karabakh, un torneig de Categoria XVII celebrat a Stepanakert, on hi fou sisè (el campió del torneig fou Levon Aronian).
A finals d'any, va participar en la Copa del món de 2005 a Khanti-Mansisk, un torneig classificatori per al cicle del Campionat del món de 2007, on tingué una mala actuació i fou eliminat en primera ronda per Wang Yue.
El 2006, Asrian va formar part (al tercer tauler) de l'equip olímpic armeni que va guanyar l'Olimpíada de Torí per davant de la Xina i els Estats Units (la resta d'integrants de l'equip foren Levon Aronian, Vladímir Akopian, Sembat Lputian, Gabriel Sargissian, i Artaixès Minassian). El 2007, fou tercer al Festival d'escacs d'Abu Dhabi (els guanyadors foren Bassem Amin i Aixot Anastassian).
N'Asrian tenia un estil de joc sòlid, i refusava de prendre massa riscs. Això, combinat amb una excel·lent tècnica de finals, en feia un excel·lent jugador d'equip.

### Puntuació en torneigs
- 2003 4t Campionat d'Europa individual 8/13
- 2004 3r Aeroflot Open 5.5/9
- 2004 Memorial Petrossian 6/9
- 2004 6è Dubai Open 5/9
- 2004 5è Campionat d'Europa individual 8/13
- 2005 65è Campionat d'Armènia 7/11
- 2005 4t Aeroflot Open 5.5/9
- 2005 Internacional de Karabakh 4/9
- 2005 6è Campionat d'Europa individual 9/13
- 2006 66è Campionat d'Armènia 5.5/9
- 2006 5è Aeroflot Open 5.5/9
- 2006 37a Olimpíada d'escacs 5/10
- 2007 67è Campionat d'Armènia 9.5/13
- 2007 6è Aeroflot Open 5.5/9
- 2007 7è Campionat d'Europa individual 6/11
- 2008 68è Campionat d'Armènia 8/13
- 2008 Obert de Moscou 6/9
- 2008 7è Aeroflot Open 5.5/9
- 2008 8è Campionat d'Europa individual 6.5/11

## Mort
El 9 de juny de 2008 la Federació Armènia d'Escacs va anunciar que n'Asrian havia mort d'un presumpte atac de cor mentre conduïa.

## Partides notables
- Rustam Kasimdzhanov vs Karen Asrian, Lausanne YM Pool B 1999, gambit de dama refusat: variant del canvi (D35), 0-1
- Karen Asrian vs Igor Khenkin, FIDE WCh KO 2001, defensa siciliana: variant quatre cavalls (B40), 1/2-1/2
- Karen Asrian vs Arman Paixikian, 66è Campionat d'Armènia 2006, Ruy López (C65), 1-0
- Konstantin Maslak vs Karen Asrian, 6è Festival Aeroflot 2007, defensa francesa: variant de l'Avenç, línia principal (C02), 0-1